# Palmira (Los Santos)
Palmira es un corregimiento del distrito de Las Tablas en la provincia de Los Santos, República de Panamá. La localidad tiene 101 habitantes (2010).